# Blacko
Blacko je naselje u Republici Hrvatskoj u Požeško-slavonskoj županiji, u sastavu grada Pleternice.

## Zemljopis
Blacko je smješto oko 4 km zapadno od Pleternice,  susjedna naselja su Novoselci na sjeveru, Viškovci na zapadu te Vesela na jugu .

## Stanovništvo
Prema popisu stanovništva iz 2011. godine Blacko je imalo 226 stanovnika.
| broj stanovnika | 99    | 77    | 96    | 111   | 141   | 168   | 171   | 182   | 165   | 181   | 213   | 229   | 235   | 232   | 258   | 226   | 169   |
|                 | 1857. | 1869. | 1880. | 1890. | 1900. | 1910. | 1921. | 1931. | 1948. | 1953. | 1961. | 1971. | 1981. | 1991. | 2001. | 2011. | 2021. |